# 24 Hores de Montjuïc 1978
L'edició de 1978 de les 24 Hores de Montjuïc fou la 24a d'aquesta prova, organitzada per la Penya Motorista Barcelona al Circuit de Montjuïc el cap de setmana del 8 i 9 de juliol.
Era la quarta prova del Campionat d'Europa de resistència d'aquell any.

## Classificació general

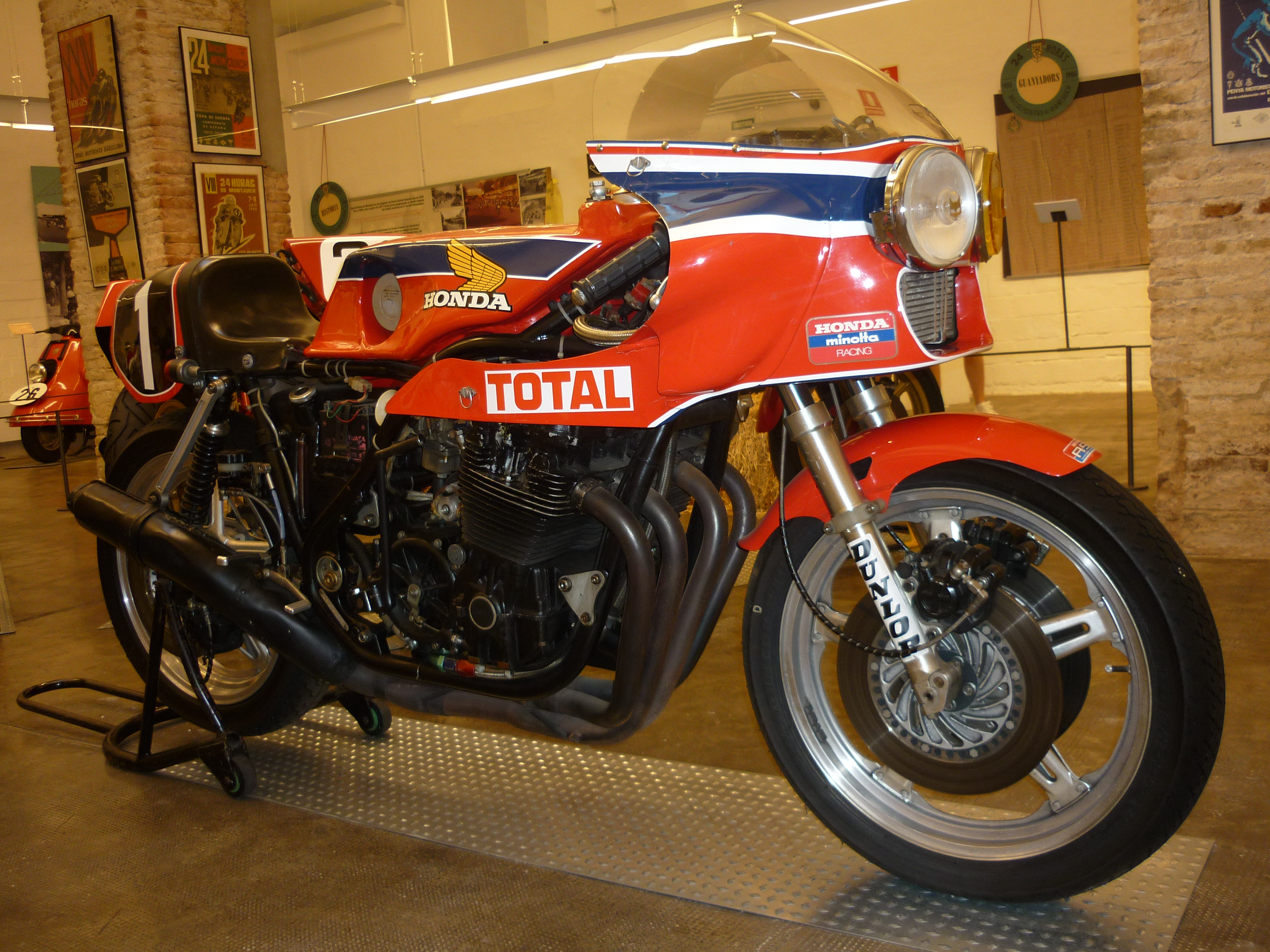
L'Honda 998 amb què Christian Léon i Jean-Claude Chemarin guanyaren les 24 Hores de Montjuïc de 1978

| Posició | Pilot 1            | Pilot 2              | Motocicleta    | Voltes |
| ------- | ------------------ | -------------------- | -------------- | ------ |
| 1       | Christian Léon     | Jean-Claude Chemarin | Honda 998      | 763    |
| 2       | Charlie Williams   | Stan Woods           | Honda          | 755    |
| 3       | Jacques Luc        | Jack Buytaert        | Dholda         | 751    |
| 4       | Roger Ruiz         | Richard Hubin        | Nationale Moto | 749    |
| 5       | Jean-Bernard Peyré | Maurice Maingret     | Kawasaki       | 748    |
| 6       | Benjamí Grau       | Víctor Palomo        | Ducati         | 745    |
| 7       | Gary Green         | Leo Spierings        | Honda          | 729    |
| 8       | Gilles Desheulles  | Philippe Vassard     | Kawasaki       | 717    |
| 9       | Augusto Brettoni   | Peter Davies         | Laverda        | 709    |
| 10      | Xavier Barba       | Lluís Ricart         | Laverda        | 706    |

1. ↑  Velocitat mitjana: 120,521 km/h.

## Trofeus addicionals
- XXIV Trofeu "Centauro" de El Mundo Deportivo: Honda (Christian Léon - Jean-Claude Chemarin)